# Махендрапала II
Махендрапала II — індійський правитель з династії Гуджара-Пратіхари. Успадкував трон від свого батька Магіпали I. Його правління було коротким, утім деякі джерела свідчать, що його володіння розширились до Мандасура (Малава).